# جیمز براون (بوم شناس)
جیمز براون (انگلیسی: James Brown؛ زادهٔ ۲۵ سپتامبر ۱۹۴۲) یک دانشمند در زمینه بوم شناسی اهل ایالات متحده آمریکا است. 